# Římskokatolická farnost Opatov na Moravě
Římskokatolická farnost Opatov na Moravě je územní společenství římských katolíků v třebíčské děkanství, s farním kostelem sv. Bartoloměje

## Území farnosti
Do farnosti náleží území těchto obcí:
- Opatov s kostelem sv. Bartoloměje a kaplí sv. Anny,
- Brtnička s kaplí Jména Panny Marie.

## Duchovní správci
Duchovním správcem farnosti je farář z kněžické farnosti. Od 1. září 2013 byl administrátorem excurrendo R. D. Mgr. Václav Novák. Dne 1. srpna 2021 se stal administrátorem farnosti R. D. Mgr. Grzegorz Bajon, OFMConv.

## Bohoslužby
| Kostel          | Místo  | Bohoslužba     | Bohoslužba                      | Poznámka     |
| --------------- | ------ | -------------- | ------------------------------- | ------------ |
| sv. Bartoloměje | Opatov | neděle čtvrtek | 10.00 17.00 (zima)/18.00 (léto) | farní kostel |

## Aktivity ve farnosti
Objekt fary slouží především k rekreaci studentů, absolventů a zaměstnanců brněnského Biskupského gymnázia. Možnost ubytování je zde i pro veřejnost. Konají se zde dětské tábory, školy v přírodě, soustředění, duchovní obnovy, víkendové pobyty či adaptační kurzy.
Pravidelně se ve farnosti koná tříkrálová sbírka. V roce 2015 se při ní vybralo v Opatově 13 251 korun a v Brtničce 3 589 korun. Výtěžek sbírky v roce 2019 dosáhl v Opatově 19 932 korun, v Brtničce 3 710 korun.
Dnem vzájemných modliteb farností za bohoslovce a bohoslovců za farnosti brněnské diecéze je 19. červen. Adorační den připadá na nejbližší neděli po 20. květnu.